# (73188) 2002 JU
(73188) 2002 JU – planetoida z pasa głównego asteroid okrążająca Słońce w ciągu 3,39 lat w średniej odległości 2,26 j.a. Odkryta 3 maja 2002 roku.